# Шарнутовское сельское муниципальное образование
Шарнутовское сельское муниципальное образование — сельское поселение в Сарпинском районе Калмыкии.  Административный центр — посёлок Шарнут.

## География
Шарнутовское СМО расположено в западной части Сарпинского района и граничит:
- на северо-востоке с Коробкинским и Уманцевским СМО,
- на западе — с Кануковским СМО,
- на юге — с Салынтугтунским СМО,
- на западе и северо-западе - с Волгоградской областью.

Территория поселения в геоморфологическом плане расположена на западных склонах Ергенинской возвышенности, разрезанных многочисленными оврагами и балками. Все реки на территории поселения малые. Крупнейшая - Аксай Курмоярский.

## Население
| 2002  | 2010  | 2011  | 2012  | 2013  | 2014  | 2015  |
| ----- | ----- | ----- | ----- | ----- | ----- | ----- |
| 1449  | ↘1332 | ↘1321 | ↘1271 | ↘1213 | ↘1194 | ↘1193 |
| 2016  | 2017  | 2018  | 2019  | 2020  | 2021  |       |
| ↘1173 | ↘1152 | ↘1118 | ↘1091 | ↘1058 | ↘999  |       |

Население СМО (на 01.01.2012 года) составляет 1 241 человек. Население на территории СМО распределено неравномерно: 85,3 % населения проживает в посёлке Шарнут. Плотность населения в СМО составляет 2,4 чел./км². Их общего количества населения – 1,24 тыс. чел., население моложе трудоспособного возраста составляет 0,21 тыс. чел., (16,9 %), в трудоспособном возрасте – 0,81 тыс. чел. (65,3 %), старше трудоспособного возраста – 0,22 тыс. чел. (17,8 %). Отмечается естественный прирост населения на уровне +2 чел./год на 1000 жителей.
Соотношение мужчин и женщин составляет, соответственно, 48,9 % и 51,1 % (преобладает женское население). Национальный состав: калмыки – 71,4 %, русские – 27,1 %, другие национальности – 1,5 %.

## Состав сельского поселения
| № | Населённый пункт | Тип населённого пункта          | Население |
| - | ---------------- | ------------------------------- | --------- |
| 1 | Новый            | посёлок                         | ↘205      |
| 2 | Шарнут           | посёлок, административный центр | ↘1130     |

## Экономика
Основной отраслью экономики является сельское хозяйство. Ведущим сельскохозяйственным предприятием в СМО является СПК «Степной», специализирующийся на животноводстве (производство мяса, племенное животноводство) и растениеводстве. Кроме того, хозяйственную деятельность (сельскохозяйственное производство) со специализацией на животноводстве (преимущественно) и растениеводстве в СМО ведут 2 КФХ и 38 ЛПХ.